# Historic Performances Recorded at the Monterey International Pop Festival
Historic Performances Recorded at the Monterey International Pop Festival е концертен албум издаден от Reprise Records на 26 август 1970 г., който документира две от незабравимите изяви на Поп фестивала в Монтерей – тези на Отис Рединг и The Jimi Hendrix Experience. От звукозаписната компания настоявали за нов албум от най-големите си звезди и тъй като Хендрикс не им предоставял такъв от две години те решили да не чакат повече и издали записа от Монтерей. Този ход се оказал много уместен, тъй като Хендрикс починал малко след като албумът бил пуснат по магазините (Рединг умира през 1967 г.). Албумът достига 15-а позиция в класацията на Билборд, което е доста впечатляващо за албум престоял по рафтовете цели три години.

### Страна А: The Jimi Hendrix Experience
1. Like a Rolling Stone – 6:22 (Боб Дилън)
2. Rock Me Baby – 3:00 (Б. Б. Кинг, Джо Джоси)
3. Can You See Me – 2:30 (Джими Хендрикс)
4. Wild Thing – 7:30 (Чип Тейлър)

### Страна Б: Отис Рдинг
1. Shake – 2:37 (Сам Кук)
2. Respect – 3:22 (Отис Рединг)
3. I've Been Loving You Too Long – 3:32 (Отис Рединг, Jerry Butler)
4. (I Can't Get No) Satisfaction – 3:21 (Мик Джагър, Кийт Ричардс)
5. Try A Little Tenderness – 4:40 (Хари М. Уудс, Ървинг Кинг)

## Състав

### The Jimi Hendrix Experience
- Джими Хендрикс – китара, вокал
- Ноел Рединг – бас
- Мич Мичъл – барабани

### Отис Рединг
- Отис Рединг – вокал
- Стив Кропър – китара
- Доналд „Дък“ Дън – бас
- Букър Т. Джоунс – орган
- Ал Джаксън Младши – барабани
- Уейн Джаксън – тромпет
- Андрю Лъв – тенор саксофон